# Fort Saint-Jean
Fort Saint-Jean is een fortificatie in de Franse stad Marseille, gebouwd in 1660 in opdracht van Louis XIV bij de ingang van de Vieux-Port. Tegenover het fort, aan de zuidzijde van de haveningang, werd het Fort Saint-Nicolas aangelegd.
Tussen de twee forten lag van 1905 tot 1944 een zweefbrug die beide oevers van de haventoegang met elkaar verbond. Deze zweefbrug is in 1944 door het Duitse leger onherstelbaar beschadigd.

## Galerij met foto's

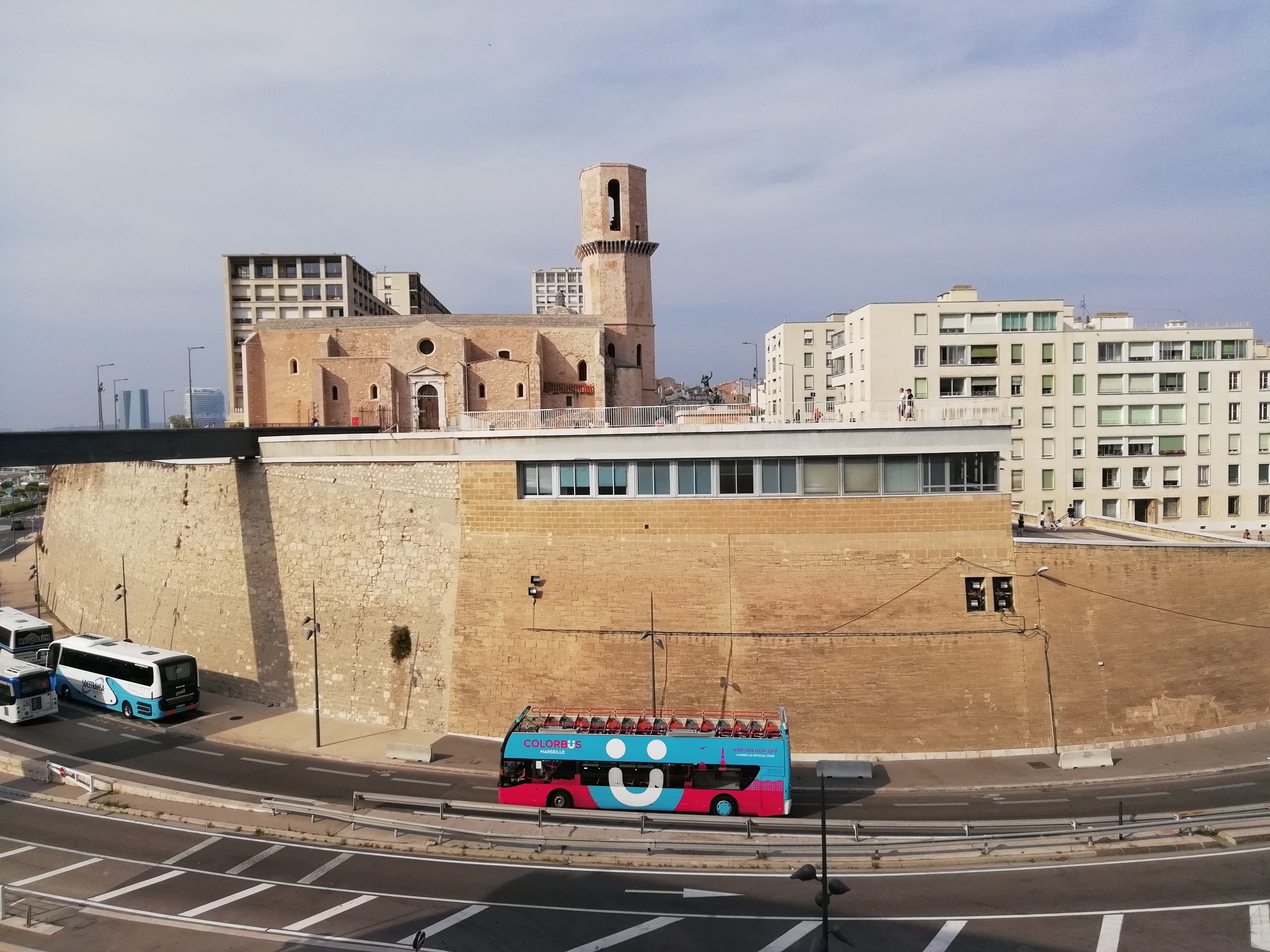
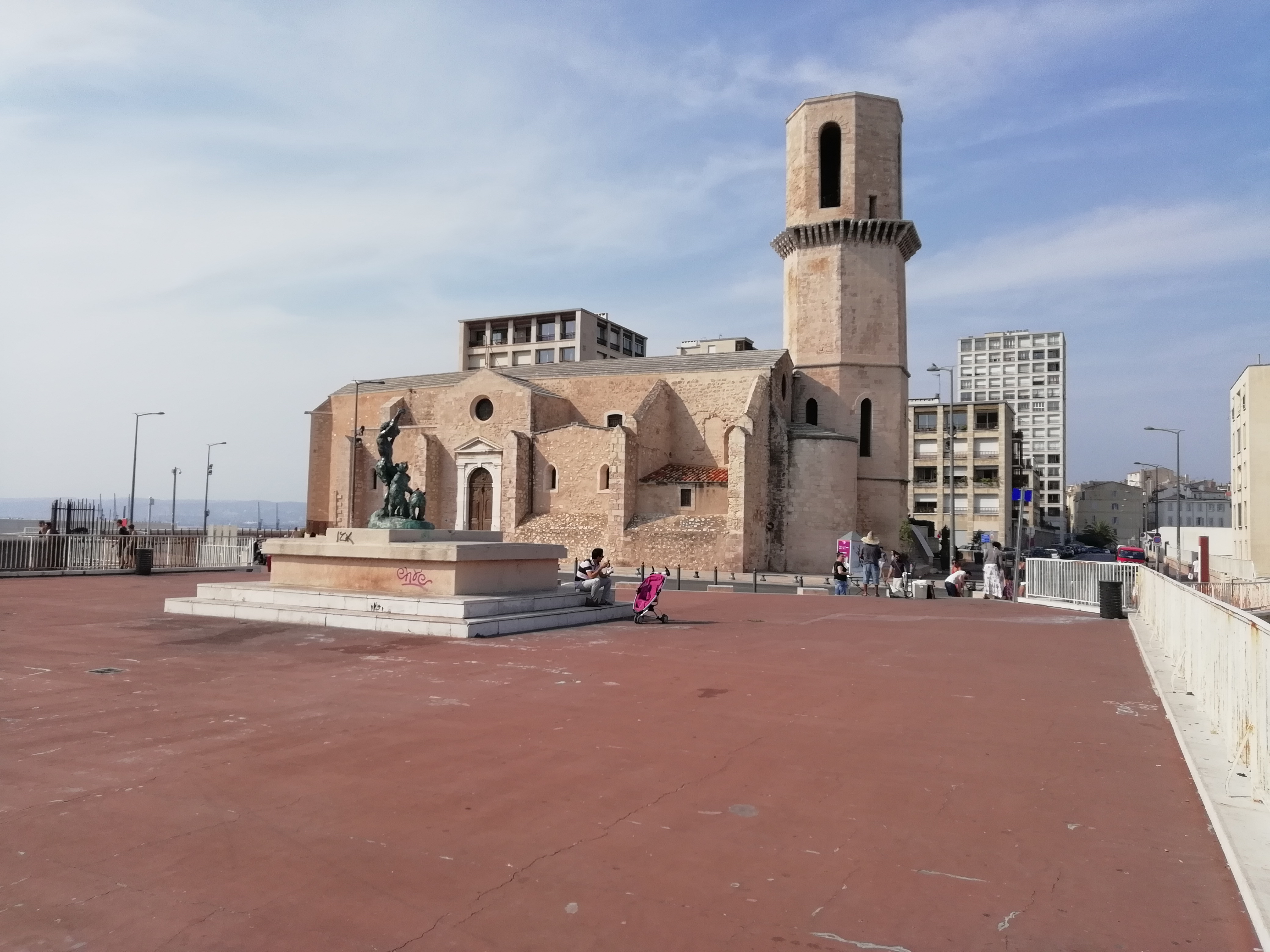
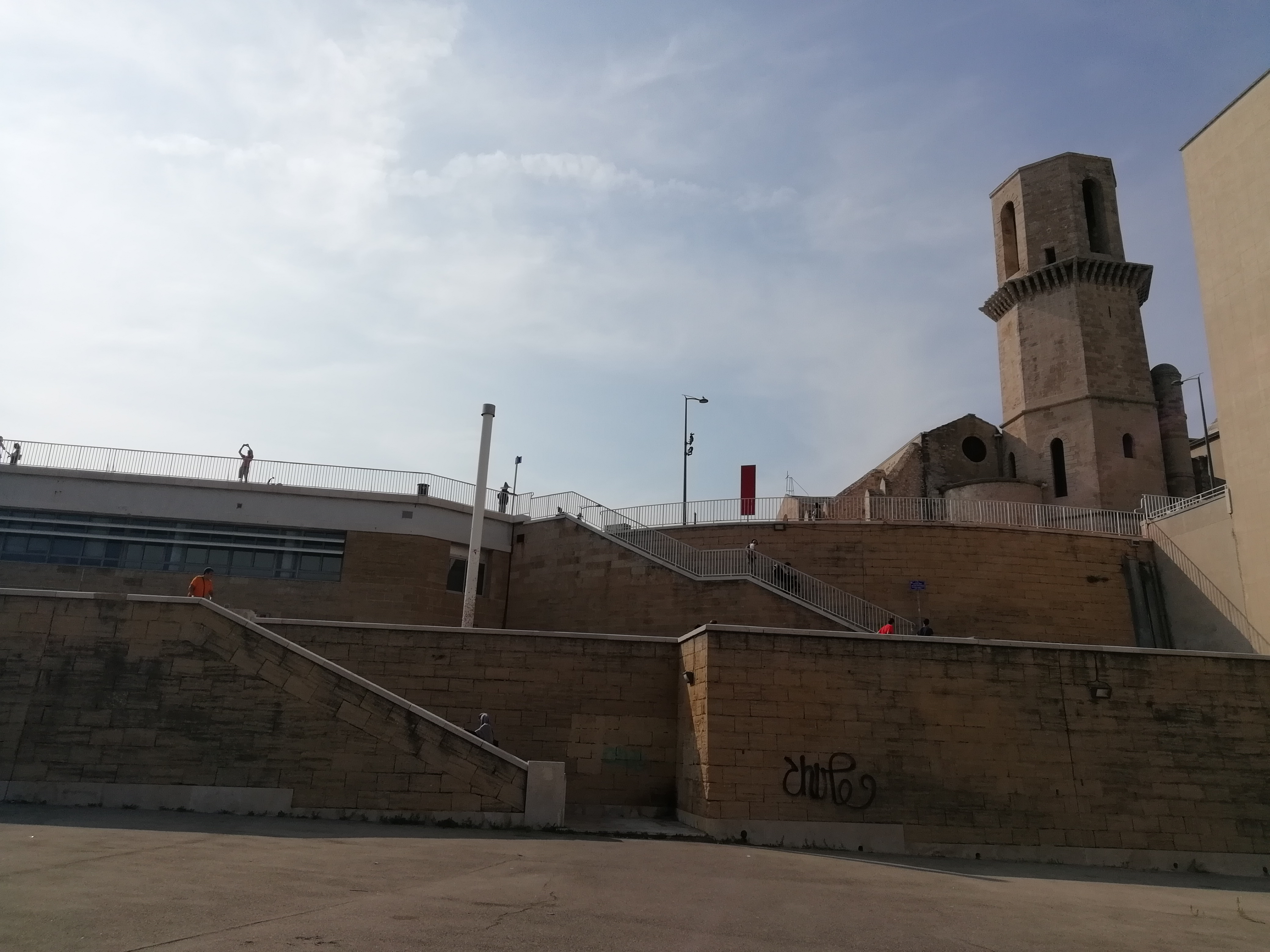